# 伏見冲敬
伏見 冲敬（ふしみ ちゅうけい、1917年12月16日 - 2002年8月24日）は、日本の書家、篆刻家、中国文学者。
現在の静岡県静岡市清水区興津生まれ。比田井天来・桑原翠邦・高石峰・石田幹之助・小林高四郎に師事。國學院大學等の講師を経て、大東文化大学教授。1988年定年退任。翻訳家の伏見威蕃は息子。
2002年8月24日、呼吸不全のため死去。

## 著書
- 『書の歴史 中国編』二玄社　1960
- 『千字文詳解』香草社　1975　のち角川書店
- 『書道史点描』二玄社　1979
- 『中国書道の新研究』二玄社　1981

## 共編著
- 『比田井天来』 編　二元社　1966
- 『書道大字典』編　角川書店　1974
- 『印人伝集成 附姓名索引・字号索引』編　汲古書院　1976
- 『西安碑林書道芸術』宮川寅雄共編　講談社　1979
- 『書法教程 古典に学ぶ』村上翠亭共編　角川書店　1984
- 『呉昌碩篆刻字典』編　雄山閣出版　1985
- 『隷書大字典』編　角川書店　1992
- 『角川書道字典』編　角川書店　1993
- 『常用書体字典』編　字典舎　2002

## 翻訳など
- 李笠翁『完訳肉蒲團』第一出版社　1951　のち平凡社ライブラリー
- 『色道禁秘抄』高橋鐵評釈 校註　あまとりあ社　1954
- 『草書をおぼえる本 草訣歌詳解』訳注　二玄社　1983
- 『篆書が身につく本 篆書偏旁歌訣』訳注　二玄社　1988